# Eleição municipal de Praia Grande em 2016
A eleição municipal de Praia Grande em 2016 aconteceu em 2 de outubro de 2016, elegendo um prefeito, um vice-prefeito e 19 vereadores. A vaga na prefeitura foi ocupada por Alberto Mourão (PSDB), que assumiu o cargo pela quinta vez e venceu seus adversários Carlos Karan (PSD), Rosana Marques (PSL), Jasper (PSOL) e Ribamar (PSDC) logo no primeiro turno.  O IPAT realizou uma pesquisa de de satisfação sobre a gestão do prefeito, que resultou em 16,2% avaliando seu governo como ótimo e 47% bom, 25,1% considerou regular, 5% ruim e 5,1% péssimo; 1,6% não soube responder.  
Para vereadores, foram 299 candidatos disputando. Destes, 19 foram eleitos. , sendo Serginho Sim (PSDB) o vereador mais votado, com 4.585 votos.
Praia Grande é um município no litoral do Estado de São Paulo, no qual há 201.571 eleitores. Na eleição de 2016, apenas 76,06% da população participou das votações. 

## Antecedentes
Na última eleição municipal de Praia Grande, que ocorreu em 7 de outubro de 2012, o prefeito Alberto Mourão, do PSDB, foi reeleito para o seu quarto mandato com 62,45%, equivalente à 78.627 votos válidos da região. Neste ano, o total de cidadãos que participaram da votação foi 144.034, o que correspondia à 87,41% dos eleitores da cidade. O total de abstenções para esse ano foi de 37.159 (12,59%).
Mourão venceu Alexandre Cunha (PT), Jasper (PSOL) e Cunha Lima (PSC). Os seus três adversários obtiveram 36,85%, 0,71% e 0% dos votos válidos, respectivamente. 

## Eleitorado
Em 2016, 201.571 eleitores estavam aptos para participar da eleição municipal. Destes, 76,06% (153.308) participaram da votação enquanto 23,94% (48.263) se ausentaram. 
O total de votos válidos nessa eleição foi de 134.247. 
A faixa etária em maior número nessa eleição foi de 35 a 39 anos (10.57% - 21.955 pessoas) e 30 a 34 anos (10.36% - 21.509 pessoas). As mulheres foram maioria na votação: 54% do total participante. Entre todos os eleitores, apenas 6.16% (12.800) possuem ensino superior completo.

## Candidatos
Cinco candidatos concorreram à prefeitura da Praia Grande em 2016: Alberto Mourão (PSDB), Carlos Karan (PSD), Rosana Marques (PSL), Jasper (PSOL) e Ribamar (PSDC). 
| N.º | Candidato(a)   | Vice                   | Partido | Coligação |
| --- | -------------- | ---------------------- | ------- | --- |
| 45  | Alberto Mourão | Professora Maura Ligia | PSDB    | “Compromisso, Trabalho e Respeito” (PSDB / PMDB / DEM / PV / PRB / PDT / PC do B / PHS / PPS / PT do B / PTB / PSC / SD / PEN / PRP / PRTB / PMN / PTC / PSB / PROS / PTN) |
| 55  | Carlos Karan   | Rosana Banzato         | PSD     | “Coragem Para Mudar” (PT / PR / PSD) |
| 17  | Rosana Marques | Dr. Helder Franco      | PSL     | Partido Isolado (PSL) |
| 50  | Jasper         | Pixoxó                 | PSOL    | Partido Isolado (PSOL) |
| 27  | Ribamar        | Osvaldo Rezende        | PSDC    | Partido Isolado (PSDC) |

## Campanha
Em entrevista ao G1, os candidatos foram questionados sobre suas prioridades em caso de eleição.  Carlos Karan focou “nas pessoas”, destacando investimentos na segurança pública, geração de empregos para os moradores e criação de conjuntos habitacionais. Jasper destacou investimento em turismo, para trazer retorno financeiro à diversos setores, desde comerciantes até hoteleiros. Mourão priorizou o sistema de segurança e melhorias na saúde. Ribamar, assim como Mourão, também respondeu que sua prioridade é a segurança e a saúde. Por fim, Rosana destacou o “investimento em pessoas”, melhorando a informação e a educação levada à população. 

## Pesquisa
A pesquisa realizada em setembro de 2016, mês anterior à votação, pelo Instituto de Pesquisas A Tributa (IPAT) aprontou 59% das intenções de voto para a reeleição de Alberto Mourão, o que descartaria a existência de um segundo turno. O segundo candidato com maior intenção de votos, Carlos Karan, apresentou apenas 12,7%. O índice de indecisos era de 16,7% e a pretensão de votos nulos/brancos atingiram 9,8%. 
O levantamento realizado ainda indicou que quase um terço dos eleitores ainda não estavam decididos sobre seus candidatos e admitiram que pudessem mudar de opinião até o dia da votação. 

## Resultado

### Prefeito
Alberto Mourão foi reeleito para o seu quinto mandato no dia 2 de outubro de 2016, com 102.073 (76,03%) dos votos válidos. Sendo assim, a eleição foi decidida sem necessidade de segundo turno. 
| Candidato(a)           | Vice                   | 1º Turno 2 de outubro de 2016 | 1º Turno 2 de outubro de 2016 |
| Candidato(a)           | Vice                   | Votação                       | Votação                       |
|                        |                        | Total                         | Porcentagem                   |
| ---------------------- | ---------------------- | ----------------------------- | ----------------------------- |
| Alberto Mourão (PSDB)  | Professora Maura Ligia | 102.073                       | 76,03%                        |
| Carlos Karan (PSD)     | Rosana Banzato         | 29.300                        | 21,83%                        |
| Rosana Marques (PSL)   | Dr. Helder Franco      | 1.174                         | 1,32%                         |
| Jasper (PSOL)          | Pixoxó                 | 680                           | 0,51%                         |
| Ribamar (PSDC)         | Osvaldo Rezende        | 420                           | 0,31%                         |
| Total de votos válidos | Total de votos válidos | 134.247                       | 87,57%                        |
| Votos em branco        | Votos em branco        | 6.670                         | 4,35%                         |
| Votos nulos            | Votos nulos            | 12.391                        | 8,08%                         |
| Votos apurados         | Votos apurados         | 153.308                       | 100%                          |

| Votação            | Votação            | Votação            | Votação            | Votação            | Votação            | Votação            | Votação            | Total   | Total   | Total   | Total   | Total   | Total   | Total   | Total   | Porcentagem | Porcentagem | Porcentagem | Porcentagem | Porcentagem | Porcentagem | Porcentagem | Porcentagem |
| ------------------ | ------------------ | ------------------ | ------------------ | ------------------ | ------------------ | ------------------ | ------------------ | ------- | ------- | ------- | ------- | ------- | ------- | ------- | ------- | ----------- | ----------- | ----------- | ----------- | ----------- | ----------- | ----------- | ----------- |
| Abstenções         | Abstenções         | Abstenções         | Abstenções         | Abstenções         | Abstenções         | Abstenções         | Abstenções         | 48.263  | 48.263  | 48.263  | 48.263  | 48.263  | 48.263  | 48.263  | 48.263  | 23,94%      | 23,94%      | 23,94%      | 23,94%      | 23,94%      | 23,94%      | 23,94%      | 23,94%      |
| Participantes      | Participantes      | Participantes      | Participantes      | Participantes      | Participantes      | Participantes      | Participantes      | 153.308 | 153.308 | 153.308 | 153.308 | 153.308 | 153.308 | 153.308 | 153.308 | 76,06%      | 76,06%      | 76,06%      | 76,06%      | 76,06%      | 76,06%      | 76,06%      | 76,06%      |
| Total de eleitores | Total de eleitores | Total de eleitores | Total de eleitores | Total de eleitores | Total de eleitores | Total de eleitores | Total de eleitores | 201.571 | 201.571 | 201.571 | 201.571 | 201.571 | 201.571 | 201.571 | 201.571 | 100%        | 100%        | 100%        | 100%        | 100%        | 100%        | 100%        | 100%        |

### Vereadores
No ano de 2016, entre os 299 concorrentes, foram eleitos dezenove (19) vereadores, dois a mais que no ano de 2012.   Do total de vereadores, doze foram reeleitos, entre eles Serginho Sim (PSDB), Marcelino (PMDB) e Janaina Ballaris (PT), os três candidatos mais votados.  
As duas mulheres eleitas em 2012, Janaina Ballaris (PT) e Tati Toschi (PMDB), foram reeleitas em 2016. Assim, o número de representantes mulheres presentes na Câmara da Praia Grande não aumentou. 
O partido que elegeu o maior número de candidatos foi o PMDB, com um total de seis vereadores.
| Resultado da eleição para a Câmara Municipal de Praia Grande em 2016 por candidato | Resultado da eleição para a Câmara Municipal de Praia Grande em 2016 por candidato | Resultado da eleição para a Câmara Municipal de Praia Grande em 2016 por candidato | Resultado da eleição para a Câmara Municipal de Praia Grande em 2016 por candidato | Resultado da eleição para a Câmara Municipal de Praia Grande em 2016 por candidato | Resultado da eleição para a Câmara Municipal de Praia Grande em 2016 por candidato |
| Candidato                                                                          | Número                                                                             | Partido                                                                            | Votos                                                                              | Porcentagem                                                                        |                                                                                    |
| ---------------------------------------------------------------------------------- | ---------------------------------------------------------------------------------- | ---------------------------------------------------------------------------------- | ---------------------------------------------------------------------------------- | ---------------------------------------------------------------------------------- | ---------------------------------------------------------------------------------- |
| Serginho Sim                                                                       | 45777                                                                              | PSDB                                                                               | 4.585                                                                              | 4,22%                                                                              |                                                                                    |
| Marcelino                                                                          | 15555                                                                              | PMDB                                                                               | 4.031                                                                              | 3,71%                                                                              |                                                                                    |
| Janaina Ballaris                                                                   | 13113                                                                              | PT                                                                                 | 3.545                                                                              | 3,26%                                                                              |                                                                                    |
| Cadu Barbosa                                                                       | 14123                                                                              | PTB                                                                                | 3.307                                                                              | 3,04%                                                                              |                                                                                    |
| Reco                                                                               | 77777                                                                              | SD                                                                                 | 3.192                                                                              | 2,94%                                                                              |                                                                                    |
| Paulo Emílio                                                                       | 10123                                                                              | PRB                                                                                | 3.030                                                                              | 2,79%                                                                              |                                                                                    |
| Betinho                                                                            | 15000                                                                              | PMDB                                                                               | 2.848                                                                              | 2,62%                                                                              |                                                                                    |
| Eduardo Xavier                                                                     | 15888                                                                              | PMDB                                                                               | 2.695                                                                              | 2,48%                                                                              |                                                                                    |
| Edu Sangue Bom                                                                     | 15023                                                                              | PMDB                                                                               | 2.528                                                                              | 2,33%                                                                              |                                                                                    |
| Hugo Ribeiro                                                                       | 15123                                                                              | PMDB                                                                               | 2.469                                                                              | 2,27%                                                                              |                                                                                    |
| Tati Toschi                                                                        | 15615                                                                              | PMDB                                                                               | 2.361                                                                              | 2,17%                                                                              |                                                                                    |
| Delegado Alexandre Comin                                                           | 14190                                                                              | PTB                                                                                | 2.339                                                                              | 2,15%                                                                              |                                                                                    |
| Leandro Avelino                                                                    | 40333                                                                              | PSB                                                                                | 2.289                                                                              | 2,11%                                                                              |                                                                                    |
| Katsu                                                                              | 45045                                                                              | PSDB                                                                               | 2.282                                                                              | 2,10%                                                                              |                                                                                    |
| Rômulo Brasil                                                                      | 55123                                                                              | PSD                                                                                | 2.197                                                                              | 2,02%                                                                              |                                                                                    |
| Rezende                                                                            | 45666                                                                              | PSDB                                                                               | 1.987                                                                              | 1,83%                                                                              |                                                                                    |
| Chiquinho Do Caiçara                                                               | 15612                                                                              | PMDB                                                                               | 1.845                                                                              | 1,70%                                                                              |                                                                                    |
| Dr. Benedito                                                                       | 15111                                                                              | PMDB                                                                               | 1.824                                                                              | 1,68%                                                                              |                                                                                    |
| João Alves Corrêa Neto                                                             | 20699                                                                              | PSC                                                                                | 1.792                                                                              | 1,65%                                                                              |                                                                                    |
| Pr. Natanael De Oliveira                                                           | 44123                                                                              | PRP                                                                                | 1.717                                                                              | 1,58%                                                                              |                                                                                    |
| Isaias Cabeleireiro                                                                | 14150                                                                              | PTB                                                                                | 1.657                                                                              | 1,52%                                                                              |                                                                                    |
| Amorim Filho                                                                       | 14022                                                                              | PTB                                                                                | 1.553                                                                              | 1,43%                                                                              |                                                                                    |
| Rodrigo Caieiras                                                                   | 14456                                                                              | PTB                                                                                | 1.540                                                                              | 1,42%                                                                              |                                                                                    |
| Toninho Cavalcante Tc                                                              | 55555                                                                              | PSD                                                                                | 1.498                                                                              | 1,38%                                                                              |                                                                                    |

| Votos válidos   | Votos válidos   | 108.708 | 70,91% |
| Votos nulos     | Votos nulos     | 36.451  | 23,78% |
| Votos em branco | Votos em branco | 8.149   | 5,32%  |
| Total           | Total           | 153.308 | 100%   |
| --------------- | --------------- | ------- | ------ |

### Recontagem
Em dezembro de 2016, houve um reprocessamento de votos pela Justiça Eleitoral de São Paulo, alterando três cadeiras da Câmara: Katsu (PSDB), Rezende (PSDB) e Amorim Filho (PTB) passaram a ser suplentes, enquanto Marquinho (PMN), com 3.473 votos, Dimas Antônio Gonçalves (PEN), com 1.900 votos e Pastor Natanael (PRP), com 1.717 votos, assumiram as três vagas. 
Com a nova configuração da Câmara, o Partido da Social Democracia Brasileira perdeu dois vereadores eleitos no município e no território nacional.
| Candidato                | Número | Partido | Votos | Situação                     |
| ------------------------ | ------ | ------- | ----- | ---------------------------- |
| Katsu                    | 45045  | PSDB    | 2.282 | ↓ Suplente                   |
| Dimas                    | 51620  | PEN     | 1.900 | ↑ Eleito por reprocessamento |
| Amorim Filho             | 14022  | PTB     | 1.553 | ↓ Suplente                   |
| Marquinho                | 33111  | PMN     | 3.473 | ↑ Eleito por reprocessamento |
| Rezende                  | 45666  | PSDB    | 1.987 | ↓ Suplente                   |
| Pr. Natanael De Oliveira | 44123  | PRP     | 1.717 | ↑ Eleito por reprocessamento |

## Análises
Mourão iniciou em 1 de janeiro de 2017 seu quinto mandado como prefeito da Praia Grande. Ele declarou que pretendia “(...)aperfeiçoar o sistema de saúde, aperfeiçoar as metas de educação para buscar melhores indicativos no processo educacional. Buscar, nos primeiros meses, equacionar o que nos espera em 2017, que ainda é um período de baixo desenvolvimento econômico que vai refletir na economia dos municípios. A determinação é, nos primeiros meses, contingenciar, refazer o orçamento para que a gente possa rever custos para não perder a capacidade de investimento".
Em fevereiro de 2017, Mourão foi eleito presidente do Conselho Metropolitano de Desenvolvimento da Baixada Paulista (Condesb), voltando ao cargo, que já ocupou em 2006.
Em 100 dias de governo, Mourão já havia assinado 24 ordens de serviço em várias áreas, como cultura e saúde, implantou o projeto ARA (Avaliação para Rever Atribuições) e “Orçamento Zero”, que visam rever os gastos e conter despesas. 